# Pothyne ochreovittipennis
Pothyne ochreovittipennis là một loài bọ cánh cứng trong họ Cerambycidae.